# Rivière Beaver (Alberta)
Pour les articles homonymes, voir Rivière Beaver (homonymie), Beaver River et Beaver.
La rivière Beaver (anglais : Beaver River) est une grande rivière du centre-est de l'Alberta et du centre de la Saskatchewan au Canada.

## Cours
À partir de sa source, le lac Beaver, La rivière Beaver coule sur environ 680 km. Elle reçoit les eaux du lac La Plonge, au niveau de la réserve amérindienne de Beauval puis alimente le lac Île-à-la-Crosse qui se déverse dans la rivière Churchill au sud-est de l'Île-à-la-Crosse.

## Notes et références

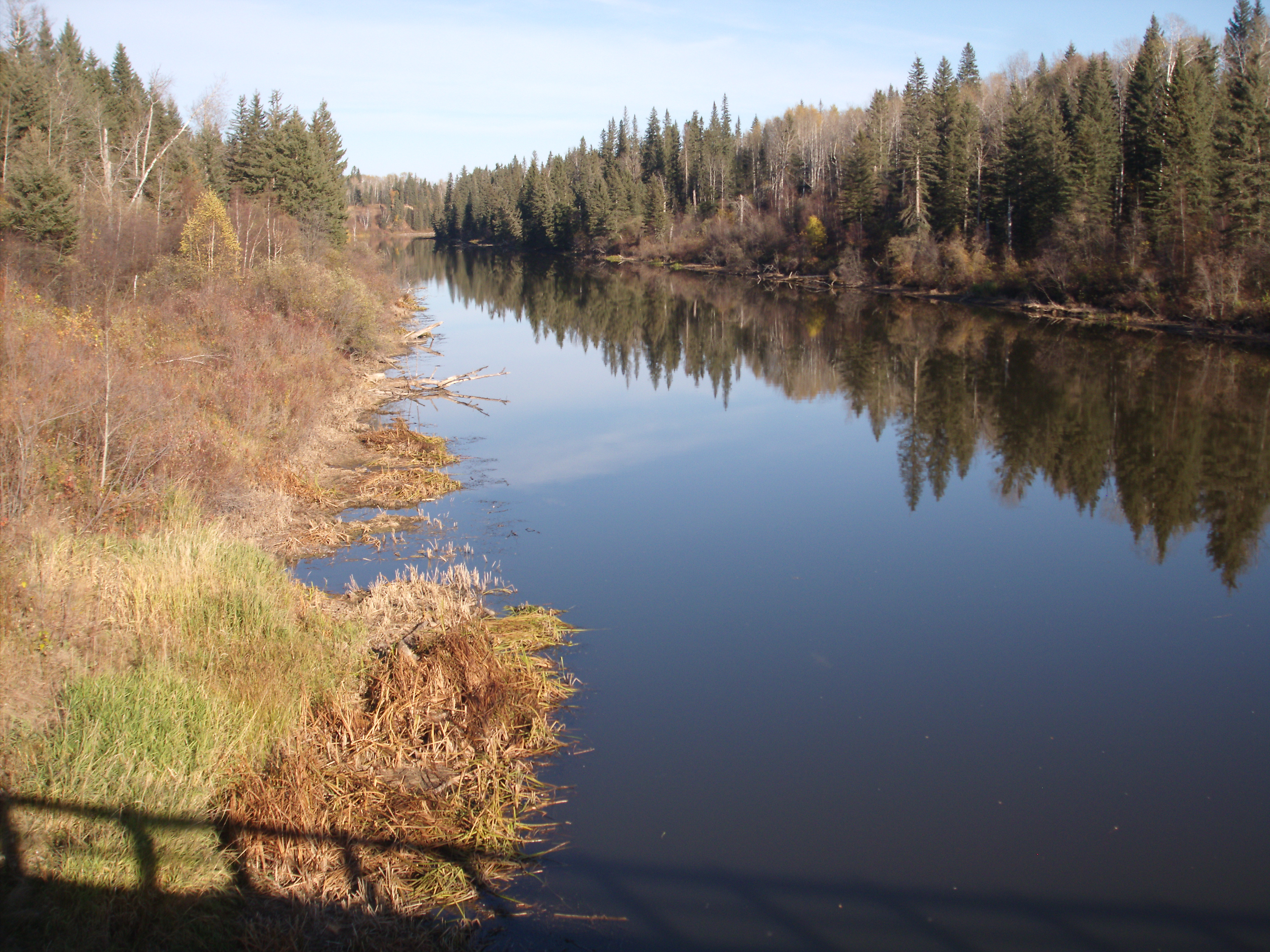
La rivière Beaver au nord de Green Lake (Saskatchewan) vue du pont de lautoroute 155 Saskatchewan.